# Adrien Gamba-Gontard
Pour les articles homonymes, voir Gamba et Gontard.
Adrien Gamba-Gontard est un acteur français d'origine italienne pensionnaire de la Comédie-Française.

## Carrière à la Comédie-Française
- Entrée à la Comédie-Française le 15 mai 2007
- 2004 : Les Fables de La Fontaine, mise en scène Bob Wilson, Salle Richelieu
- 2007 : Les Temps difficiles d'Édouard Bourdet, mise en scène Jean-Claude Berutti, Théâtre du Vieux-Colombier
- 2008 : Douce Vengeance et autres sketches de Hanokh Levin, mise en scène Galin Stoev, Studio-Théâtre
- 2009 : Ubu roi d'Alfred Jarry, mise en scène Jean-Pierre Vincent, Salle Richelieu
- 2009 : Les affaires sont les affaires d'Octave Mirbeau, mise en scène Marc Paquien, Théâtre du Vieux-Colombier
- 2010 : Fantasio d'Alfred de Musset, mise en scène Denis Podalydès, Salle Richelieu
- 2010 : L'Illusion comique de Corneille, mise en scène Galin Stoev
- 2010 : Les Femmes savantes de Molière, mise en scène Bruno Bayen, Théâtre du Vieux-Colombier
- 2010 : Les Trois Sœurs d'Anton Tchekhov, mise en scène Alain Françon, Salle Richelieu
- 2010 : Les Habits neufs de l'empereur de Hans Christian Andersen, mise en scène Jacques Allaire, Studio-Théâtre
- 2011 : Les Joyeuses Commères de Windsor de William Shakespeare, mise en scène Andrés Lima, Salle Richelieu
- 2011 : Les affaires sont les affaires d'Octave Mirbeau, mise en scène Marc Paquien, Théâtre du Vieux-Colombier
- 2011 : Ubu roi d'Alfred Jarry, mise en scène Jean-Pierre Vincent, Salle Richelieu, Boleslas, 4e noble, magistrat, 3e financier et le général Lascy
- 2012 : La Trilogie de la villégiature de Carlo Goldoni, mise en scène Alain Françon, Théâtre Éphémère, Tognino
- 2012 : Le Malade imaginaire de Molière, mise en scène Claude Stratz, Théâtre Éphémère, Monsieur Bonnefoy et Monsieur Fleurant

## Hors Comédie-Française
- 2005 : La Femme fantasque et Les Cancans de Carlo Goldoni, mise en scène Muriel Mayette, Conservatoire national supérieur d'art dramatique

## Filmographie
Télévision
- 2010 : L'illusion comique de Mathieu Amalric